# Шевченко, Сергей Вячеславович
Сергей Вячеславович Шевченко (17 сентября 1975, Калининград — 20 июня 2021, Смоленск) — российский футболист, нападающий, полузащитник.
Воспитанник футбольной школы «Балтика» Калининград, первый тренер П. С. Корнеев.
В 1993 году провёл за «Балтику» по одному матчу в первой лиге и Кубке России. В 1994 году в третьей лиге за «Балтику»-д в шести играх забил три гола. Для прохождения военной службы перешёл во вторую команду ЦСКА, но команда перед сезоном-1995 была расформирована, и Шевченко некоторое время служил в роте. В мае был переведён в смоленскую «Искру», игравшую в первенстве КФК — забил три мяча в пяти играх и перешёл в команду второй лиги ЦСК ВВС «Кристалл». Из-за высокой конкуренции большинство матчей в команде проводил не полностью. В 1997—1998 годах на правах аренды играл в чемпионате Белоруссии за «Нафтан-Девон» Новополоцк.
1999 год начал в первенстве КФК в составе смоленского РУОР-ЦСКА, сыграл 11 матчей, забил 8 голов. В 2002 году после прихода Александра Ирхина в поисках игровой практики был отправлен в «Северсталь» Череповец, где во втором матче получил серьёзную травму крестообразных связок и мениска и выбыл на полтора года. В 2003 году играл в КФК за «Кристалл-СКА МВО». 2004 год отыграл во втором дивизионе за курский «Авангард»; не провёл ни одного полного матча из 28, забил шесть мячей. По семейным обстоятельствам уехал из Курска. Имел договорённость с тренером СК «Смоленск» Сергеем Крутелевым, но, не удовлетворившись предложенной зарплатой, не подписал контракт. 2005 год провёл в команде чемпионата Армении «Мика» Аштрак. Играл в первом квалификационном раунде Кубка УЕФА 2005/06 против «Майнца 05» (0:0, 0:4). 2006 год отыграл во втором дивизионе за «Смоленск», после чего завершил профессиональную карьеру. С 2007 года стал играть в чемпионате Смоленской области за ФК «Рудня».
С 2014 года — детский тренер в ДЮСШ № 5.
Серебряный призёр чемпионата Армении, обладатель Кубка Армении.
Скончался от коронавируса 20 июня 2021 года в Смоленске.